# Decelith
Decelith (composite de l'acronyme du nom de la société Deutsche Celluloid-Fabrik et du grec ancien λίθος líthos, pierre) est le nom commercial d'un matériau thermoplastique à base de PVC, dont la production a débuté en 1936.
À ses débuts, le nom était particulièrement populaire grâce au film sonore Decelith , le premier "disque vinyle" allemand. De plus, les produits semi-finis fabriqués à partir de Decelith étaient et sont la matière première pour un grand nombre de produits de production différents, notamment de disques. À l'époque de la RDA, le slogan était Decelith d'Eilenburg à des fins publicitaires et a largement fait connaître le produit. Le titulaire du brevet était initialement la Deutsche Celluloid-Fabrik à Eilenburg dans le cadre du groupe IG-Farben. La société successeur Eilenburg Celluloid-Werk (ECW) a conservé ce nom de marque. À ce jour, les mélanges de PVC sont fabriqués à Eilenburg sous le nom Decelith par la société successeur Polyplast Compound Werk (PCW GmbH).